# Nyarugenge (Nyarugenge)
Nyarugenge è un settore (imirenge) del Ruanda, parte della Provincia di Kigali e capoluogo del distretto omonimo.